# Athous imitans
Athous imitans là một loài bọ cánh cứng trong họ Elateridae. Loài này được Fall miêu tả khoa học năm 1910.